# Sa Grâce
 (mai 2024).
Si vous disposez d'ouvrages ou d'articles de référence ou si vous connaissez des sites web de qualité traitant du thème abordé ici, merci de compléter l'article en donnant les références utiles à sa vérifiabilité et en les liant à la section « Notes et références ».
 (avril 2024).
La mise en forme du texte ne suit pas les recommandations de Wikipédia : il faut le « wikifier ».
Les points d'amélioration suivants sont les cas les plus fréquents. Le détail des points à revoir est peut-être précisé sur la page de discussion.
- Les titres sont pré-formatés par le logiciel. Ils ne sont ni en capitales, ni en gras.
- Le texte ne doit pas être écrit en capitales (les noms de famille non plus), ni en gras, ni en italique, ni en « petit »…
- Le gras n'est utilisé que pour surligner le titre de l'article dans l'introduction, une seule fois.
- L'italique est rarement utilisé : mots en langue étrangère, titres d'œuvres, noms de bateaux, etc.
- Les citations ne sont pas en italique mais en corps de texte normal. Elles sont entourées par des guillemets français : « et ».
- Les listes à puces sont à éviter, des paragraphes rédigés étant largement préférés. Les tableaux sont à réserver à la présentation de données structurées (résultats, etc.).
- Les appels de note de bas de page (petits chiffres en exposant, introduits par l'outil «  Source ») sont à placer entre la fin de phrase et le point final[comme ça].
- Les liens internes (vers d'autres articles de Wikipédia) sont à choisir avec parcimonie. Créez des liens vers des articles approfondissant le sujet. Les termes génériques sans rapport avec le sujet sont à éviter, ainsi que les répétitions de liens vers un même terme.
- Les liens externes sont à placer uniquement dans une section « Liens externes », à la fin de l'article. Ces liens sont à choisir avec parcimonie suivant les règles définies. Si un lien sert de source à l'article, son insertion dans le texte est à faire par les notes de bas de page.
- La présentation des références doit suivre les conventions bibliographiques. Il est recommandé d'utiliser les modèles {{Ouvrage}}, {{Chapitre}}, {{Article}}, {{Lien web}} et/ou {{Bibliographie}}. Le mode d'édition visuel peut mettre en forme automatiquement les références.
- Insérer une infobox (cadre d'informations à droite) n'est pas obligatoire pour parachever la mise en page.

Pour une aide détaillée, merci de consulter Aide:Wikification.
Si vous pensez que ces points ont été résolus, vous pouvez retirer ce bandeau et améliorer la mise en forme d'un autre article.
Sa Grâce est un prédicat honorifique anglais employé avec des personnes de haut rang, et était le prédicat employé pour s'adresser aux monarques d'Angleterre jusqu'à Henry VIII, et en s'adressant aux monarques d'Écosse jusqu'aux Actes d'Union (1707), qui unissait le Royaume d'Écosse et le Royaume d'Angleterre.
En Irlande et en Grande-Bretagne, Votre Grâce (et Sa Grâce) sont des prédicats honorifiques employés aux archevêques, ducs, et duchesses ; p. ex. Sa Grâce le duc de Norfolk et Sa Grâce le seigneur archevêque de Cantorbéry. Le prédicat correct serait « Votre Grâce » dans les discours parlés et écrits ; comme un épithète stylistique pour les ducs britanniques le prédicat honorifique est une abréviation du prédicat complet et formel : « Le Prince Très Haut, Noble et Puissant, Sa Grâce ».
En revanche, un duc royal, tel que le prince Edward, duc de Kent, est adressé comme Votre Altesse Royale.

## Usage ecclésiastique

### Christianisme
Le prédicat « Sa Grâce » et « Votre Grâce » est employé en Angleterre et dans d'autres pays anglophones pour s'adresser aux archevêques catholiques dont les sièges sont issus d'un milieu diocésain anglais, ce qui n'est pas courant dans d'autres pays (p. ex. en France, aux Philippines, et aux Etats-Unis, on s'adresse aux évêques catholiques en employant le prédicat « Son Excellence »). Dans l'église orthodoxe il est employé aux évêques et aux abbés. Le prédicat est aussi employé à un archevêque et certains évêques dans la tradition anglicane. En Irlande, le prédicat « Sa/Votre Grâce » (Irlandais : A ghrása) est traditionnellement employé à tous les évêques catholiques, non seulement les archevêques,. Dans l'Église méthodiste unie aux États-Unis, on s'adresse aux évêques par « Votre Grâce » (parlé), et « Sa Grâce » (référence). L'Église de Dieu en Christ s'adresse à son évêque président comme « Sa Sainte Grâce » et " Votre Sainte Grâce ». Le titre seulement pour les cardinaux catholiques en prédicat de référence est « Son Éminence » et le prédicat parlé est « Votre Éminence ».
« Votre Grâce » est aussi un prédicat alternatif pour les Archevêques de Cantorbéry et York dans l'église d'Angleterre et le Lord haut-commissaire auprès de l'Assemblée générale de l'Église d'Écosse.

### Autres religions
En Islam, de nombreux ordres du Soufisme (tel que le Qadrianis et le Hawariyun) peuvent se référer à leurs Grands Maîtres spirituels avec le titre honorifique « (Le plus) Gracieux… » ou « Sa Grâce » dans le prédicat de référence tandis que le prédicat parlé est « (Le Très) Gracieux ».
L'Association internationale pour la conscience de Krishna consacre le préfixe le nom de leur fondateur, A. C. Bhaktivedanta Swami Prabhupada, avec «Sa Grâce Divine».

## Usage fictionnel
Dans le monde fantastique du Le Trône de fer / Game of Thrones, il s'agit du prédicat employé par les Westeros pour s'adresser et faire référence aux rois et reines.